# 瓜達盧普山國家公園

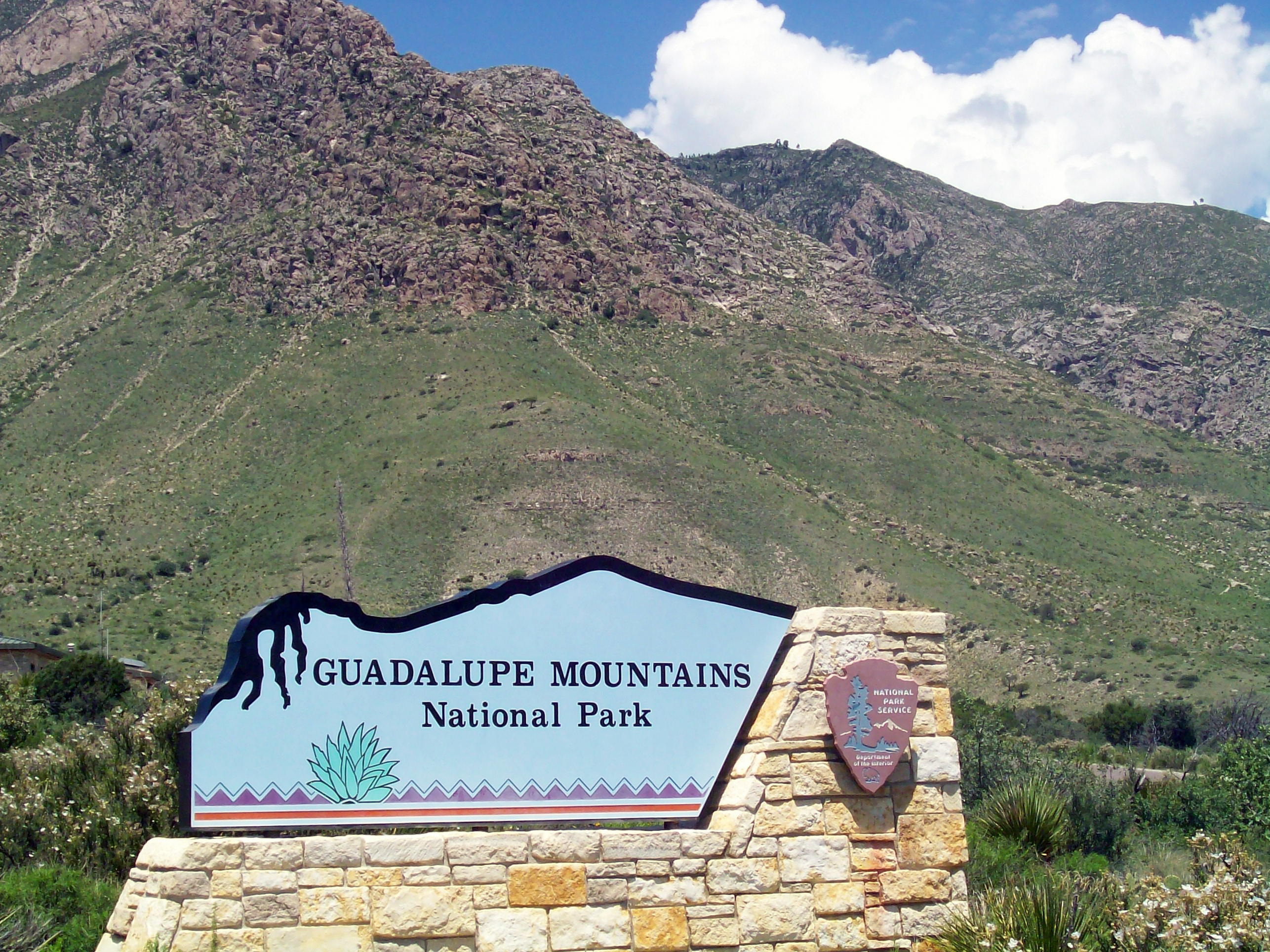
公園入口處

瓜達盧普山國家公園是位於美國得克薩斯州西部瓜達洛普山脈的一座國家公園，得克薩斯州的最高地點瓜達洛普山就位於這裡。瓜達洛普山面積350平方公里（135平方英里）。瓜達洛普山國家公園東北約68公里（42英里）處的卡爾斯巴德洞窟國家公園和瓜達洛普山國家公園屬於同一山脈。2006年，瓜達洛普山國家公園有159,360名遊客參觀訪問。

## 外部連結
- 官方網站 （页面存档备份，存于）